# 유승 (중산정왕)
중산정왕 유승(中山靖王 劉勝, ? ~ 기원전 113년)은 중국 전한의 황족·제후왕으로, 첫 중산왕이다. 경제와 가부인의 아들이자 조경숙왕 유팽조의 아우이고, 무제의 이복형이다. 촉한의 건국자 소열제는 유승의 후손을 자처하였다.

## 일대기
경제 3년(기원전 154년) 6월, 오초칠국의 난의 후속 조치로 교서우왕 유단과 함께 제후왕으로 봉해져, 처음으로 세워진 중산국의 왕이 되었다. 수도는 노노(盧奴)에 두었다. 친형 유팽조가 광천왕에 책봉되면서 이듬해에 그도 중산왕에 책봉된 것이다.
경제와 무제 시대에는 조조의 정치를 따라 제후왕의 영토를 삭감하는 정책을 일관적으로 시행해 왔고, 제후왕의 조그마한 잘못이라도 찾아내 상주했다. 잘못이 없다면 그 수하들을 모욕하고 태형에 처하기도 해 제후왕들의 잘못을 날조하려고도 했다. 그렇기에 제후왕들은 이에 대한 원한이 많이 쌓였다.
건원 3년(기원전 138년), 대왕 유등·장사왕 유발·중산왕 유승·제천왕 유명은 한데 입조했고 무제는 주연을 베풀었다. 유승은 그 자리에서 울었고, 무제가 그 이유를 묻자 이 기회를 이용하여 제후왕에 대한 적극적인 탄압 정책을 중단해 줄 것을 요청했다. 무제는 유승의 의견을 받아들여 제후왕에 대한 예를 후하게 했고, 제후왕의 일을 상주하는 일은 줄어들었다. 그러나 무제는 나중에 주보언의 제안을 받아들여 추은령을 시행해 제후왕의 영지를 그 자제들에게 나누어 한나라에서 봉호를 정하고 그 봉토는 한나라의 군에 속하게 하니, 제후왕의 영지는 잘게 나뉘어 결국 약소해졌다.
유승은 주색을 좋아하고 궁중에 사랑하는 희첩이 많아 아들과 손자가 합쳐서 120여명이었다. 친형 유팽조는 계략을 써서 조정에서 파견한 국상의 권한을 빼앗아 하급 관리들의 일까지 직접 맡으며 조나라를 다스렸는데, 그 때문에 서로 비난하여 유승은 “형은 왕으로써 관리를 대신해 통치를 오로지한다. 왕이라면 마땅히 날마다 음악을 듣고 여자를 즐겨야지!”라고 했고 유팽조는 “중산왕은 사치하고 음란할 뿐 천자를 도와 백성을 돌보지 않는데, 어찌 번신이라 일컫는가!”라고 했다.
재위 42년 만인 기원전 113년에 죽었고, 아들 중산애왕 유창이 뒤를 이었다.

## 유적
허베이성 바오딩 시 만청 구 능산(陵山)에 중산정왕의 묘가 있다. 1968년 발견돼 발굴됐고, 중산정왕과 왕후 두관(竇綰)의 유해를 싼 금루옥의(金縷玉衣)와 술항아리, 박산향로, 장신궁등 등이 나왔다. 금루옥의로 추정해보건대 중산정왕의 키는 약 185~186 cm 정도로 추정됐다.

## 가계
- 전한 경제
  - 중산정왕 유승 = 왕후 두씨
    - 중산애왕 유창[6][3]
    - 광망절후 유안중[10] 또는 유충[11][12]
    - 장량후(將梁侯) 유조평(劉朝平)[11][10]
    - 신관후(薪館侯) 유미앙(劉未央)[11][10]
    - 육성후(陸城侯)[11] 혹 형성후(陘城侯)[10] 유정[11][10][13]
    - 신처후(薪處侯) 유가(劉嘉)[11][10]
    - 육지후(陸地侯)[11] 혹 형성후(陘城侯)[10] 유의(劉義)[11][10][14]
    - 임악약후 유광[11][10]
    - 동야대후(東野戴侯) 유장(劉章)[11][10]
    - 고평후(高平侯) 유희(劉喜)[11][10]
    - 광천후(廣川侯) 유파(劉頗)[11][10]
    - 승구절후(乘丘節侯) 유장야(劉將夜)[11] 혹 상구절후(桑丘節侯) 유양(劉洋)[10]
    - 고구애후(高丘哀侯) 유파호(劉破胡)[11][10]
    - 유숙이후(柳宿夷侯) 유개(劉蓋)[11][10]
    - 융구후(戎丘侯) 유양(劉讓)[11][10]
    - 번여절후 유수[11] 혹 유조(劉條)[10]
    - 곡성후(曲成侯) 유만세(劉萬歲)[11][10]
    - 안곽우후(安郭于侯)[11][10] 유전부(劉傳富)[11] 혹 유부(劉傅)[10]
    - 안험후(安險侯) 유응(劉應)[11][10]
    - 안도후(安道侯)[11] 혹 안요후(安遙侯)[10] 유회(劉恢)[11][10]
    - 팽후 유굴리
    - 유쾌(劉噲)[15]

광망절후 ~ 신처후는 원삭 2년(기원전 127년) 6월 갑오일, 육지후는 3년(기원전 126년) 3월 을묘일, 임악약후 ~ 광천후는 4년(기원전 125년) 4월 갑오일, 승구절후 ~ 안도후는 5년(기원전 124년) 3월 계유일, 팽후 유굴리는 정화 2년(기원전 91년) 3월 정사일에 봉해졌다. 유쾌는 이름만 확인되며, 봉작 기록은 찾을 수 없다.